# Passage Vendôme
Passage Vendôme är en täckt passage i Quartier des Enfants-Rouges i Paris tredje arrondissement. Den invigdes 1827 och är uppkallad efter Rue de Vendôme, dagens Rue Béranger. Passage Vendôme börjar vid Rue Béranger 16 och slutar vid Place de la République 1.
Passage Vendôme är sedan 1987 ett monument historique.

## Omgivningar
- Sainte-Élisabeth-de-Hongrie
- Théâtre Déjazet
- Place Olympe-de-Gouges

## Bilder
| - Gatuskylt. |

Passagens två entréer
| - Ingången vid Rue Béranger. - Ingången vid Place de la République. |

## Kommunikationer
- Tunnelbana – République
- Busshållplats République – Paris bussnät